# خاندان زیک
دودمان زیک یا زیخ یکی از هفت دودمان پارتی بودند که در سرزمین ماد و آذربایجان در شمال غربی ایران در قلمرو شاهنشاهی اشکانی و ساسانی فرمانروایی می‌کردند. این دودمان ایران بزرگ را در دوران اشکانیان و سپس در دوران شاهنشاهی ساسانی همراه با دودمان پادشاهی و ۵ دودمان دیگر (اسپندیاذ، اسپهبد، سورن، کارن و مهران،) اداره می‌کردند.